# باي هاي سون
باي هاي سون (بالكورية: 배해선)‏ هي ممثلة سينمائية وتلفزيونية وموسيقية ومسرحية كورية جنوبية. ولدت يوم 8 مايو 1974 في سول في كوريا الجنوبية.

## روابط خارجية
- باي هاي سون على موقع IMDb (الإنجليزية)
- باي هاي سون على موقع روتن توميتوز (الإنجليزية)
- باي هاي سون على موقع ألو سيني (الفرنسية)
- باي هاي سون على موقع قاعدة بيانات الفيلم (الإنجليزية)